# Wilderich von Walderdorff
Wilderich von Walderdorff (Würzburg, 1617 – Vienna, 4 settembre 1680) è stato un vescovo cattolico austriaco.

## Biografia
Wilderich von Walderdorff proveniva da una famiglia austriaca di rango baronale. Compì i propri studi dapprima a Würzburg, passando in seguito a Spira ed al Collegium Germanicum di Roma. Solo nel 1659, però, venne ordinato sacerdote e divenne presto canonico delle cattedrali di Würzburg e Magonza. Dal 1647 al 1669 fu vicario generale dell'arcidiocesi di Magonza, divenendo in seguito consigliere segreto dell'imperatore e per undici anni ricoprì l'incarico di vicecancelliere.
L'imperatore Leopoldo I d'Asburgo lo nominò nel 1669 vescovo di Vienna dove rimase sino alla propria morte, anteponendo nella propria politica il favoritismo agli ecclesiastici nativi austriaci, rispetto ai missionari esteri.

## Genealogia episcopale e successione apostolica
La genealogia episcopale è:
- Cardinale Guillaume d'Estouteville, O.S.B.Clun.
- Papa Sisto IV
- Papa Giulio II
- Cardinale Raffaele Riario
- Papa Leone X
- Papa Paolo III
- Cardinale Francesco Pisani
- Cardinale Alfonso Gesualdo
- Papa Clemente VIII
- Cardinale Pietro Aldobrandini
- Cardinale Laudivio Zacchia
- Cardinale Antonio Barberini, O.F.M.Cap.
- Cardinale Marcantonio Franciotti
- Papa Innocenzo XII
- Vescovo Wilderich von Walderdorff

La successione apostolica è:
- Vescovo Giacomo Ferdinando de Gorizzutti (1673)
- Vescovo Johannes Schmitzberger, O.S.B. (1674)
- Cardinale Johannes von Goes (1676)